# Suanmeitang

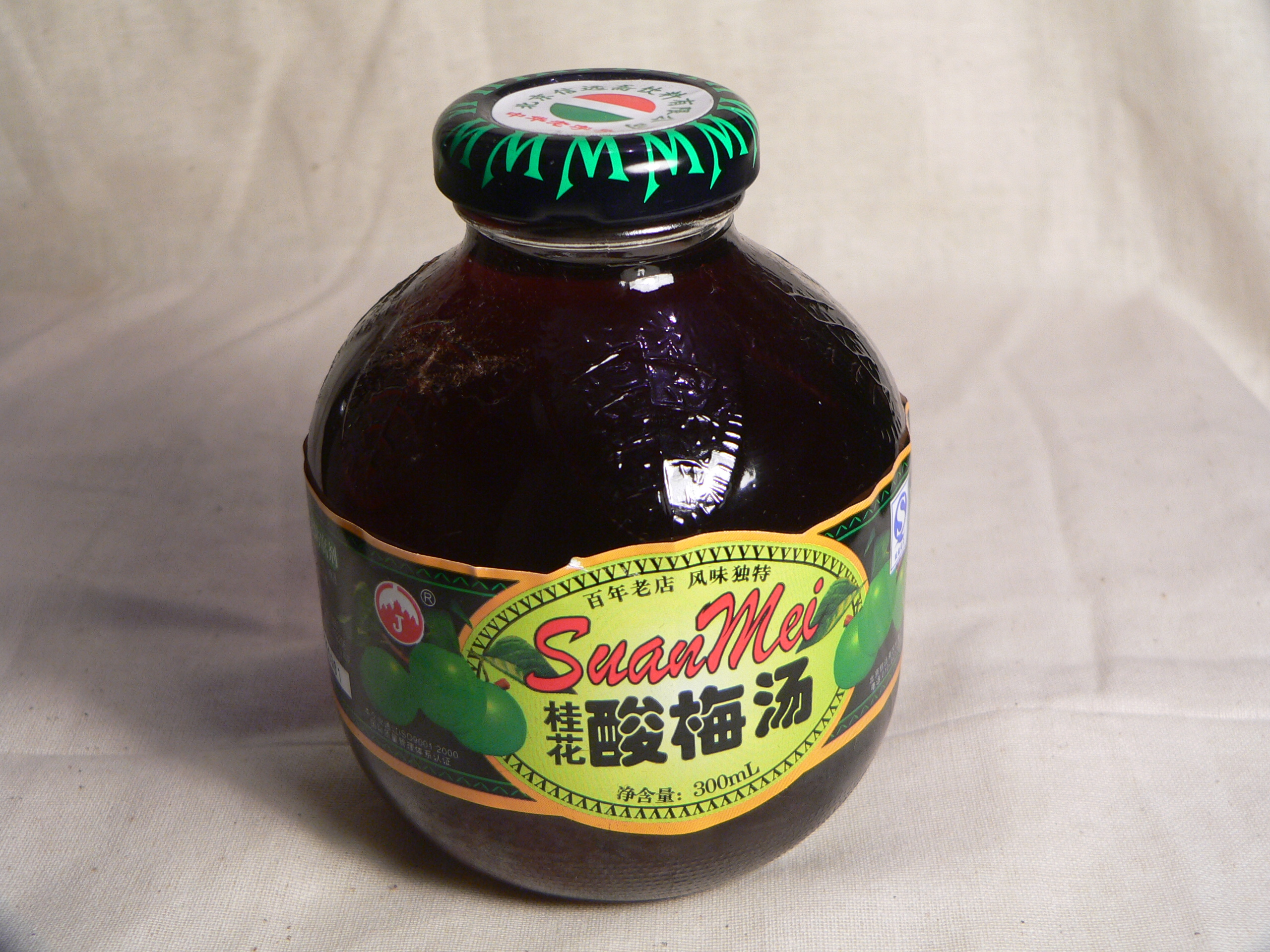

Suanmeitang, auch: Suan Mei Tang (traditionelles chinesisch 酸梅湯;„Suānméitāng“) ist ein traditionell-chinesisches, säuerliches Getränk, das aus getrockneten Pflaumen, Kandiszucker und anderen Zutaten wie Süße Duftblüte hergestellt wird. Durch die Art der Herstellung mit sauren Pflaumen hat das Getränk außerdem einen leicht salzigen Geschmack.
Suanmeitang ist sowohl in China, als auch in anderen Teilen der Welt mit chinesischen Gemeinschaften erhältlich; das Getränk wird oft gut gekühlt während der Sommerzeit als Erleichterung bei starker Hitze genossen. Außerdem wird angenommen, es habe leichte, jedoch positive Auswirkungen auf die Verdauung und wirke der Entwicklung einer Laktatazidose entgegen.

## Geschichte
Suanmeitang soll bereits in ähnlicher Form existiert haben, zumindest aber seit der Song-Dynastie, welche von 960 bis 1279 andauerte; es gibt auch Berichte über eine Variation namens „weißes Suanmeitang“ (chinesisch 白酸梅汤; „Bái suānméitāng“) während der Yuan-Dynastie (1271–1368). Das heutige Rezept soll auf Anfrage des Kaisers Qianlong während der Qing-Dynastie (frühes 18. Jahrhundert) entwickelt worden sein, wo es vor allem am Kaiserhof Bekanntheit erlangte; später wurde es dann durch einen Bürger aus der Provinz Hebei und seiner Entwicklung der Marke Yinyuanzhai (chinesisch 信远斋;„Xìnyuǎnzhāi“) auch unter dem gemeinen Volk bekannt gemacht. Ab 1980 setzte dann die industrielle Massenproduktion des Getränks ein.

## Herstellung
Suanmeitang  wird durch Einweichen der Pflaumen in Wasser gewonnen, dann werden chinesischer Weissdorn, Süßholzwurzel sowie Duftblüten hinzugefügt und gekocht. Rosenbüten können auch hinzugefügt werden. Nach dem Kochen wird Kandiszucker hinzugegeben und erneut gekocht. Nachdem es abgekühlt ist, wird es weiter heruntergekühlt.